# Borija
Borija (en serbe cyrillique : Борија) est un village de Bosnie-Herzégovine. Il est situé dans la municipalité de Kalinovik et dans la république serbe de Bosnie. Selon les premiers résultats du recensement bosnien de 2013, il compte 43 habitants.

## Démographie

### Évolution historique de la population dans la localité
| 1948 | 1953 | 1961 | 1971 | 1981 | 1991 | 2013 |
| ---- | ---- | ---- | ---- | ---- | ---- | ---- |
| -    | -    | 361  | 292  | 190  | 113, | 43   |

|  |

### Répartition de la population par nationalités (1991)
En 1991, les 113 habitants du village étaient tous serbes.

## Personnalité
Le poète, sénateur et académicien Rajko Petrov Nogo est né en 1945 dans le village.